# Stelis barbimentosa
Stelis barbimentosa är en orkidéart som beskrevs av Carlyle August Luer och Endara. Stelis barbimentosa ingår i släktet Stelis och familjen orkidéer. Inga underarter finns listade i Catalogue of Life.